# Audi Q7
De Audi Q7 is een SUV-model van de Duitse autofabrikant Audi. De auto werd in september 2005 op de IAA in Frankfurt voorgesteld aan het publiek en was de eerste SUV van het merk.

## Eerste generatie (2006 - 2015)
De Q7 maakt gebruik van het gemeenschappelijke PL71-platform. De Q7 is gebaseerd op de conceptauto Pikes Peak quattro die Audi in 2003 op de NAIAS toonde. De auto heeft standaard quattro vierwielaandrijving en kan met de aangepaste luchtvering besteld worden. De Q7 kan voorzien worden van een 3de zitrij voor personen van maximaal 1,60 meter en kan zo zeven personen vervoeren.
De quattro-aandrijving is voorzien van een torque sensing (torsen) differentieel dat onder normale omstandigheden 60% van de aandrijfkracht naar de achterwielen stuurt en 40% naar de voorwielen. De motoren zijn gekoppeld aan een 6-traps tiptronic automatische versnellingsbak die ook handmatig te bedienen is. Voor de 3.6 FSI is er ook een handgeschakelde zesversnellingsbak leverbaar. Tevens kan de Q7 probleemloos door maximaal een halve meter water rijden. De bodemvrijheid is instelbaar van 165 millimeter tot maximaal 240 millimeter.
De Q7 heeft een aantal technische hulpmiddelen aan boord zoals side assist, een systeem dat waarschuwt voor een voertuig dat zich in de dode hoek bevindt. Ook is er een adaptief cruisecontrol leverbaar die de snelheid van de auto aanpast aan die van de voorganger. Standaard is de Q7 uitgerust met Audi's Multi Media Interface (MMI), een scherm in het dashboard waar zaken als navigatie, klimaatcontrole, radio/cd-speler en de afstelling van de auto geregeld kunnen worden. Het Electronic Stability Program (ESP) is voorzien van Hill Descent Assist (HDA) dat helpt bij het afdalen of rijden op een losse ondergrond en een optionele aanhangerstabilisering.
Audi was vrij laat met de komst van een SUV tegenover de concurrentie. Tevens kwam er rond de introductie van de Q7 kritiek op grote onzuinige auto's. Hierdoor moest vooral de Q7 het ontgelden. Het model negatiever commentaar van het publiek. Dit terwijl hij niet groter is dan bijvoorbeeld een Mercedes-Benz GL-Klasse die al eerder op de markt kwam.

### Motoren
De Q7 is leverbaar met diverse FSI-benzine- en TDI dieselmotoren. In 2007 kwam er een 4,2-liter V8 TDI beschikbaar die tot eind 2007 de krachtigste productiedieselmotor was met 760 Nm. In 2008 kwam er nog een 6,0-liter V12 TDI beschikbaar met 500 pk en 1000 Nm. Ook komt er nog een hybride versie op de markt die gelijk is aan die van de Porsche Cayenne Hybrid. Deze zal de 3,6-liter V6 FSI-motor met 280 pk hebben die gecombineerd wordt met een elektromotor die tussen de verbrandingsmotor en versnellingsbak is geplaatst.

### Q7 V12 TDI

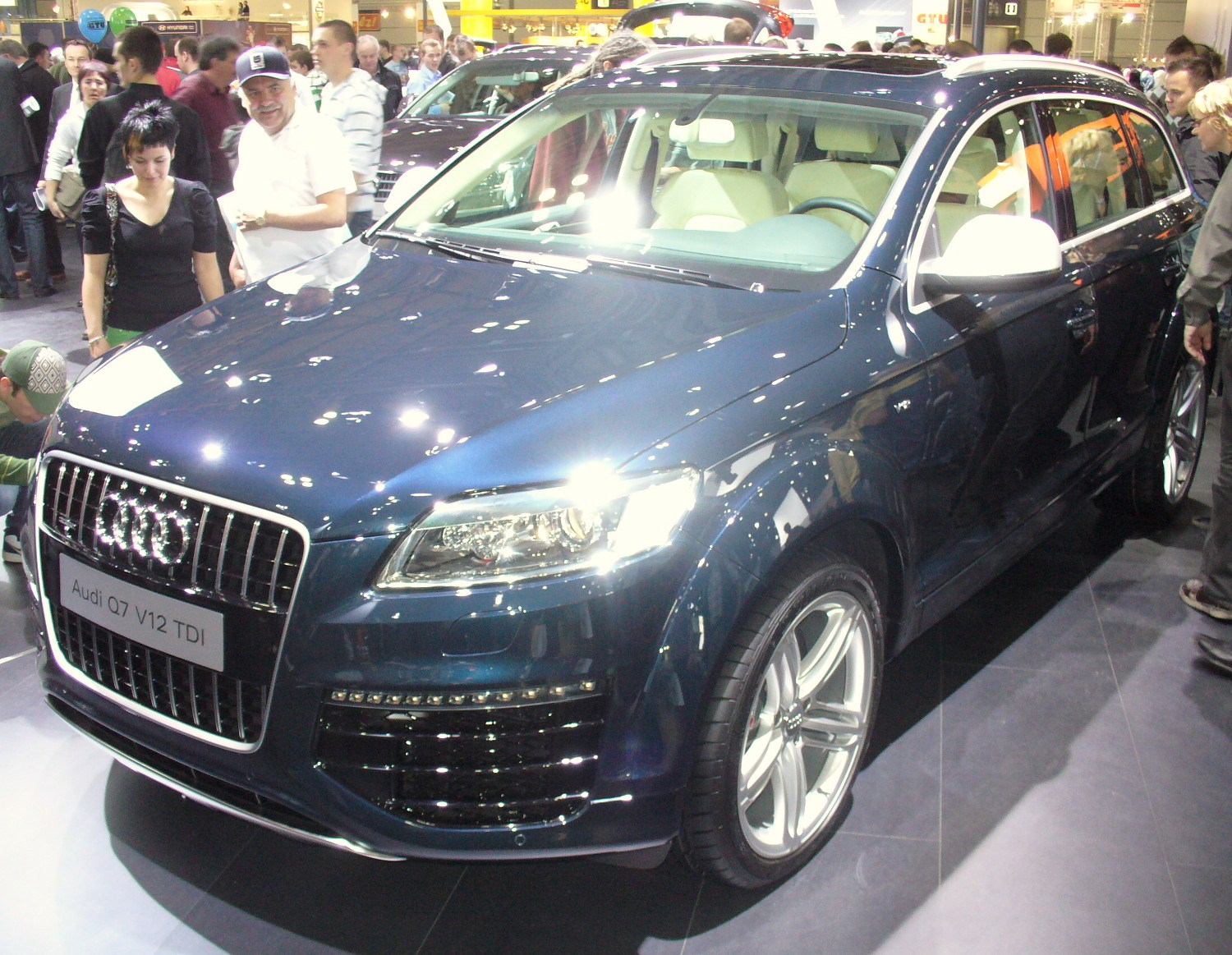
Audi Q7 V12 TDI

Op de Mondial de l'Automobile in 2006 werd de Audi Q7 V12 TDI onthuld. Deze Q7 is voorzien van een 6,0-liter V12 TDI-dieselmotor die een maximaal vermogen van 500 pk levert en een maximaal koppel van 1.000 Nm beschikbaar tussen 1.750 en 3.000 tpm. Hiermee sprint de auto in 5,5 seconden naar de 100 km/u. Deze V12-motor is geheel nieuw ontwikkeld en een afgeleide van de 5,5-liter V12 TDI-motor die in de Audi R10 Le Mans gebruikt wordt. De motor is gekoppeld aan een versterkte automatische Tiptronic-versnellingsbak net zoals de 4.2 TDI. Daarnaast heeft de auto een aantal uiterlijke wijzigingen ondergaan zoals nieuwe bumpers en twee rijtjes leds in de voorbumper. De productieversie van de Q7 V12 TDI kwam eind 2008 op de markt en kreeg nog een paar kleine uiterlijke aanpassingen zoals twee nieuwe ovalen uitlaten. De auto is standaard voorzien van keramische remschijven en geldt  als compleet uitgerust. De Q7 V12 TDI wordt speciaal geproduceerd door quattro GmbH die ook verantwoordelijk is voor de RS-modellen van Audi.

### Facelift

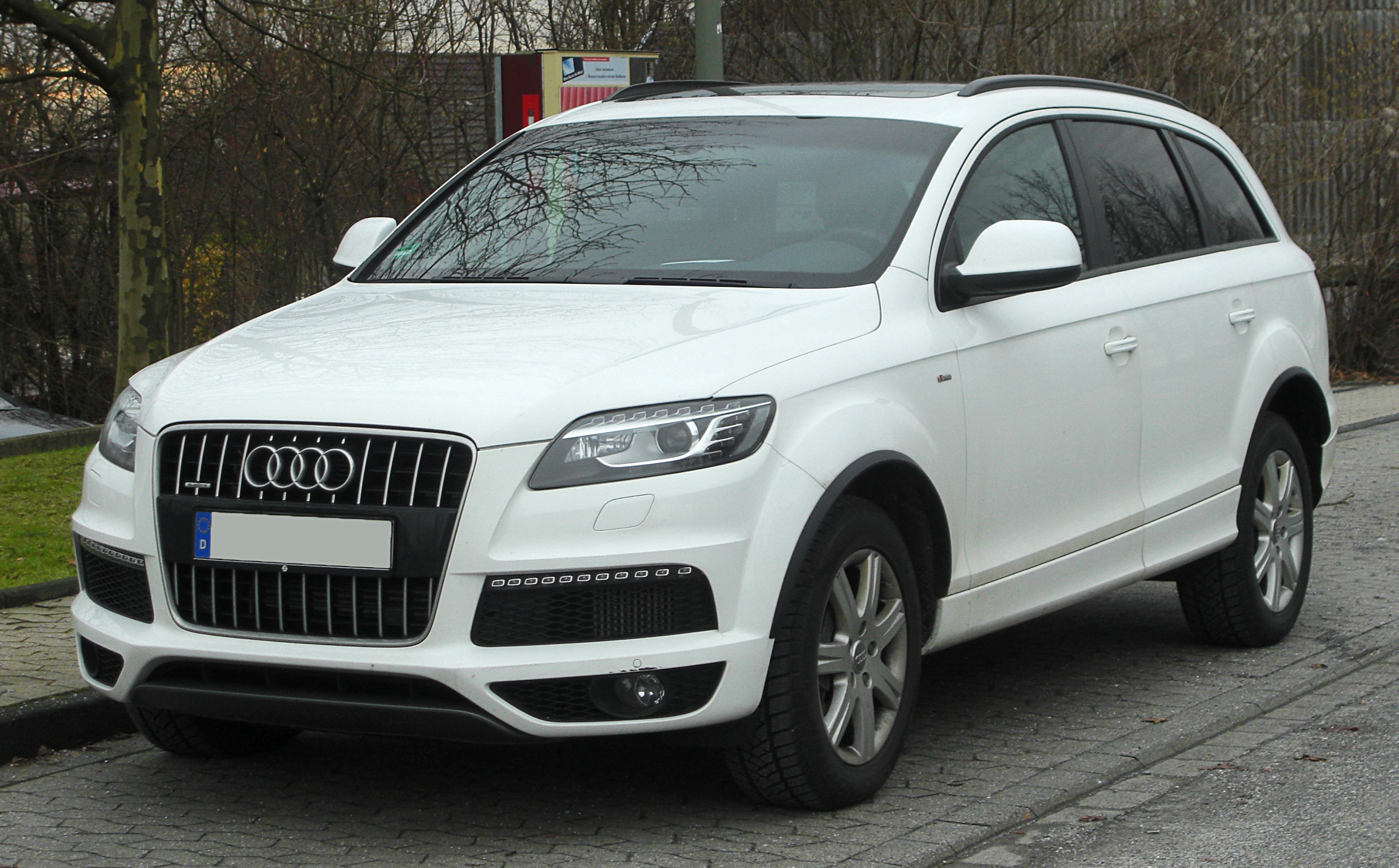
Q7 2009-2015

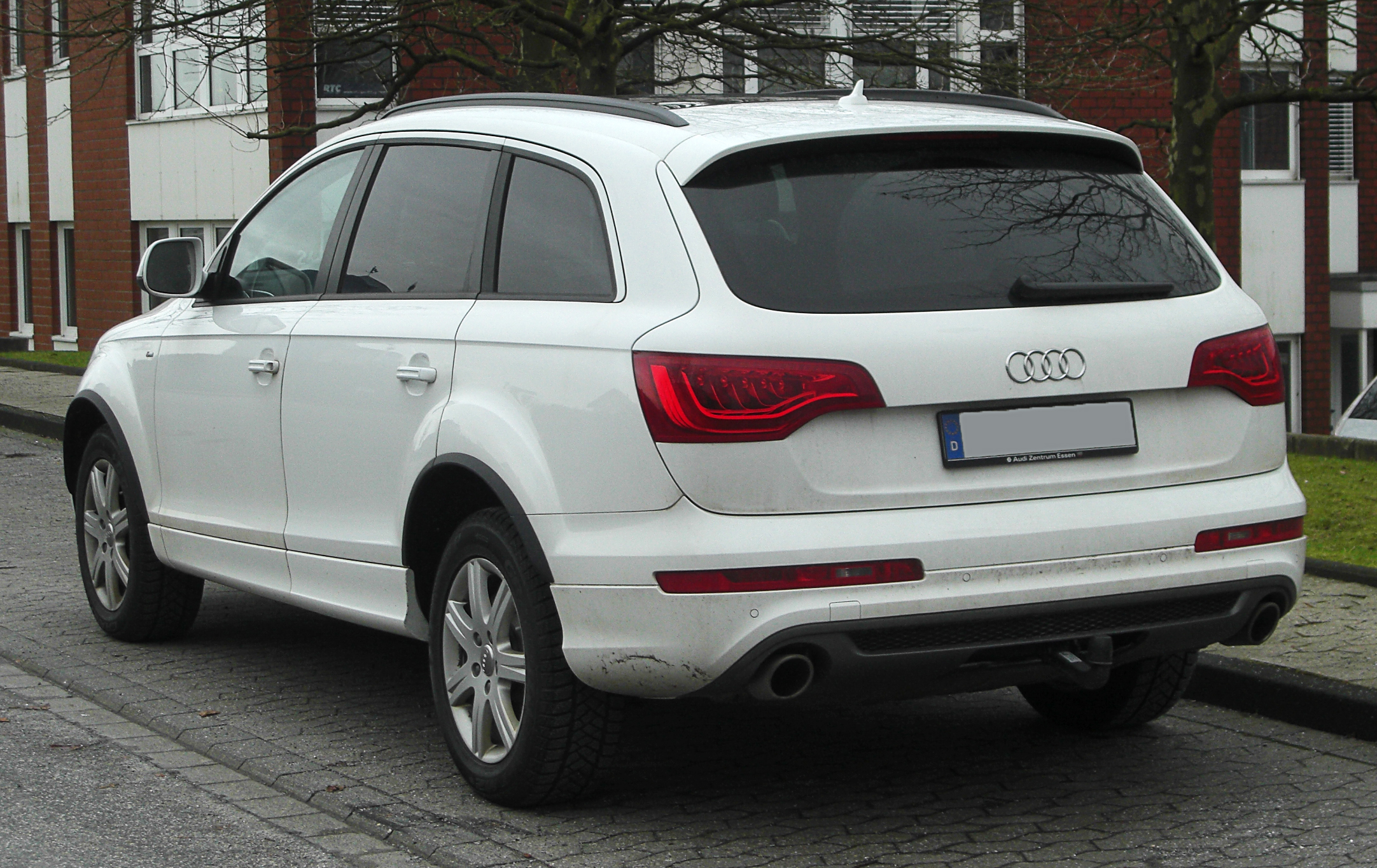
Q7 2009-2015

Midden 2009 kreeg de Audi Q7 een bescheiden facelift. De auto werd onder andere leverbaar met nieuwe koplampen voorzien van xenon-verlichting met led-dagrijverlichting en led-knipperlichten. De achterlichtunits werden eveneens voorzien van led-verlichting. Verder kreeg de Q7 nieuwe bumpers, een nieuwe grille met verchroomde verticale spijlen en werden er een aantal nieuwe lakkleuren leverbaar. Daarnaast werd er een nieuwe versie aan het motorgamma toegevoegd, de Q7 3.0 TDI Clean Diesel. Deze heeft dezelfde motor als de gewone 3.0 TDI maar is voorzien van een DeNOx-katalysator met AdBlue-injectie, waardoor deze al aan de Euro 6-norm voldoet. Hiermee wil Audi de verkoop van dieselmotoren in de Verenigde Staten verder stimuleren.
In mei 2010 kreeg de Q7 een update op technisch gebied. De 6-traps tiptronic op de V6- en V8-motoren werd vervangen door een nieuwe 8-traps tiptronic van ZF, bekend van de Audi A8. Daarnaast werd de 4.2 FSI-benzinemotor vervangen door een 3,0-liter V6 TFSI-motor met supercharger, bekend van de Audi S4 B8 van 333 pk. Ook de 3.6 FSI werd vervangen door deze motor, maar dan in een variant met 272 pk.

### Gegevens
De gegevens van de basisuitvoeringen:
Benzine:
| 2006 - 2009 | 2006 - 2009 | 2006 - 2009 | 2006 - 2009 | 2006 - 2009                                | 2006 - 2009 | 2006 - 2009 | 2006 - 2009    | 2006 - 2009 | 2006 - 2009 |
| Type        | Motor       | Vermogen    | Koppel      | Overbrenging                               | Gewicht     | 0–100 km/u  | Topsnelheid    | Jaartal     |             |
| ----------- | ----------- | ----------- | ----------- | ------------------------------------------ | ----------- | ----------- | -------------- | ----------- | ----------- |
| 3.6 FSI     | VR6         | 280 pk      | 360 Nm      | 6-traps handgeschakeld / 6-traps Tiptronic | 2195 kg     | 8,3 / 8,5 s | 225 / 225 km/u | 2007 - 2009 |             |
| 4.2 FSI     | V8          | 350 pk      | 440 Nm      | 6-traps Tiptronic                          | 2240 kg     | 7,4 s       | 244 km/u       | 2006 - 2009 |             |
| 2009 - 2015 |             |             |             |                                            |             |             |                |             |             |
| 3.6 FSI     | VR6         | 280 pk      | 360 Nm      | 6-traps Tiptronic                          | 2205 kg     | 8,5 s       | 225 km/u       | 2009 - 2010 |             |
| 3.0 TFSI    | V6T         | 272 pk      | 400 Nm      | 8-traps Tiptronic                          | 2220 kg     | 7,9 s       | 222 km/u       | 2010 - 2015 |             |
| 4.2 FSI     | V8          | 350 pk      | 440 Nm      | 6-traps Tiptronic                          | 2240 kg     | 7,4 s       | 244 km/u       | 2009 - 2010 |             |
| 3.0 TFSI    | V6T         | 333 pk      | 440 Nm      | 8-traps Tiptronic                          | 2240 kg     | 6,9 s       | 243 km/u       | 2010 - 2015 |             |

Diesel:
| 2006 - 2010          | 2006 - 2010 | 2006 - 2010 | 2006 - 2010 | 2006 - 2010       | 2006 - 2010 | 2006 - 2010 | 2006 - 2010 | 2006 - 2010 | 2006 - 2010 |
| Type                 | Motor       | Vermogen    | Koppel      | Overbrenging      | Gewicht     | 0–100 km/u  | Topsnelheid | Jaartal     |             |
| -------------------- | ----------- | ----------- | ----------- | ----------------- | ----------- | ----------- | ----------- | ----------- | ----------- |
| 3.0 TDI              | V6          | 233 pk      | 500 Nm      | 6-traps Tiptronic | 2295 kg     | 9,1 s       | 210 km/u    | 2006 - 2007 |             |
| 3.0 TDI              | V6          | 240 pk      | 550 Nm      | 6-traps Tiptronic | 2295 kg     | 8,5 s       | 210 km/u    | 2007 - 2010 |             |
| 3.0 TDI clean diesel | V6          | 240 pk      | 550 Nm      | 6-traps Tiptronic | 2345 kg     | 8,5 s       | 210 km/u    | 2009 - 2010 |             |
| 4.2 TDI              | V8          | 326 pk      | 760 Nm      | 6-traps Tiptronic | 2420 kg     | 6,4 s       | 236 km/u    | 2007 - 2009 |             |
| 4.2 TDI              | V8          | 340 pk      | 760 Nm      | 6-traps Tiptronic | 2420 kg     | 6,4 s       | 240 km/u    | 2009 - 2010 |             |
| 6.0 TDI              | V12         | 500 pk      | 1.000 Nm    | 6-traps Tiptronic | 2605 kg     | 5,5 s       | 250 km/u    | 2008 - 2010 |             |
| 2009 - 2015          |             |             |             |                   |             |             |             |             |             |
| 3.0 TDI              | V6          | 204 pk      | 450 Nm      | 8-traps Tiptronic | 2270 kg     | 9,1 s       | 202 km/u    | 2011 - 2015 |             |
| 3.0 TDI              | V6          | 240 pk      | 550 Nm      | 6-traps Tiptronic | 2295 kg     | 8,5 s       | 210 km/u    | 2009 - 2010 |             |
| 3.0 TDI              | V6          | 240 pk      | 550 Nm      | 8-traps Tiptronic | 2270 kg     | 7,9 s       | 215 km/u    | 2010 - 2011 |             |
| 3.0 TDI clean diesel | V6          | 240 pk      | 550 Nm      | 8-traps Tiptronic | 2335 kg     | 8,1 s       | 215 km/u    | 2010 - 2011 |             |
| 3.0 TDI              | V6          | 245 pk      | 550 Nm      | 8-traps Tiptronic | 2270 kg     | 7,8 s       | 215 km/u    | 2011 - 2015 |             |
| 3.0 TDI clean diesel | V6          | 245 pk      | 550 Nm      | 8-traps Tiptronic | 2335 kg     | 8,0 s       | 215 km/u    | 2011 - 2015 |             |
| 4.2 TDI              | V8          | 340 pk      | 760 Nm      | 6-traps Tiptronic | 2420 kg     | 6,4 s       | 240 km/u    | 2009 - 2010 |             |
| 4.2 TDI              | V8          | 340 pk      | 760 Nm      | 8-traps Tiptronic | 2420 kg     | 6,4 s       | 240 km/u    | 2010 - 2015 |             |
| 6.0 TDI              | V12         | 500 pk      | 1.000 Nm    | 6-traps Tiptronic | 2605 kg     | 5,5 s       | 250 km/u    | 2009 - 2012 |             |

## Tweede generatie (2015+)

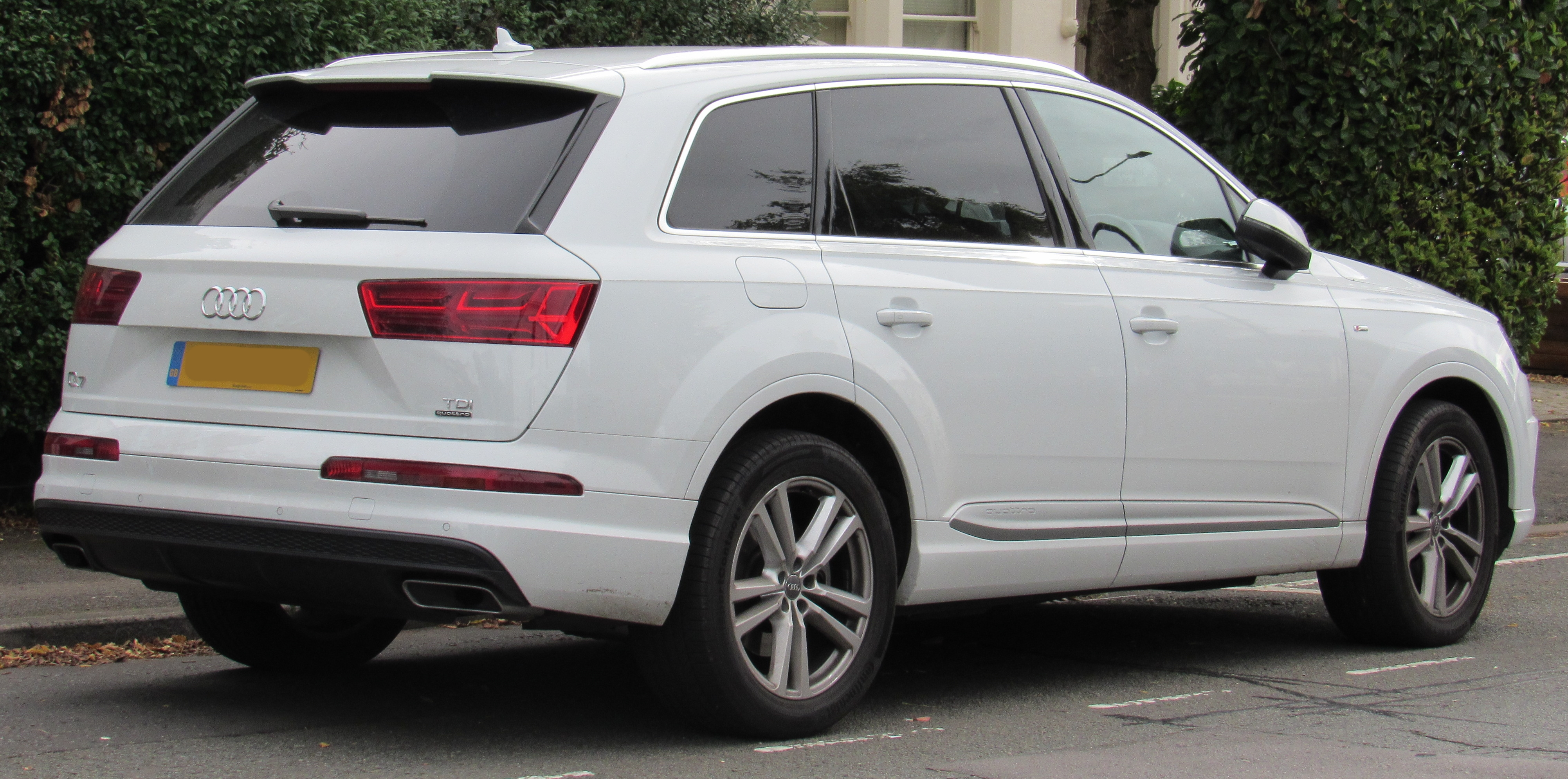

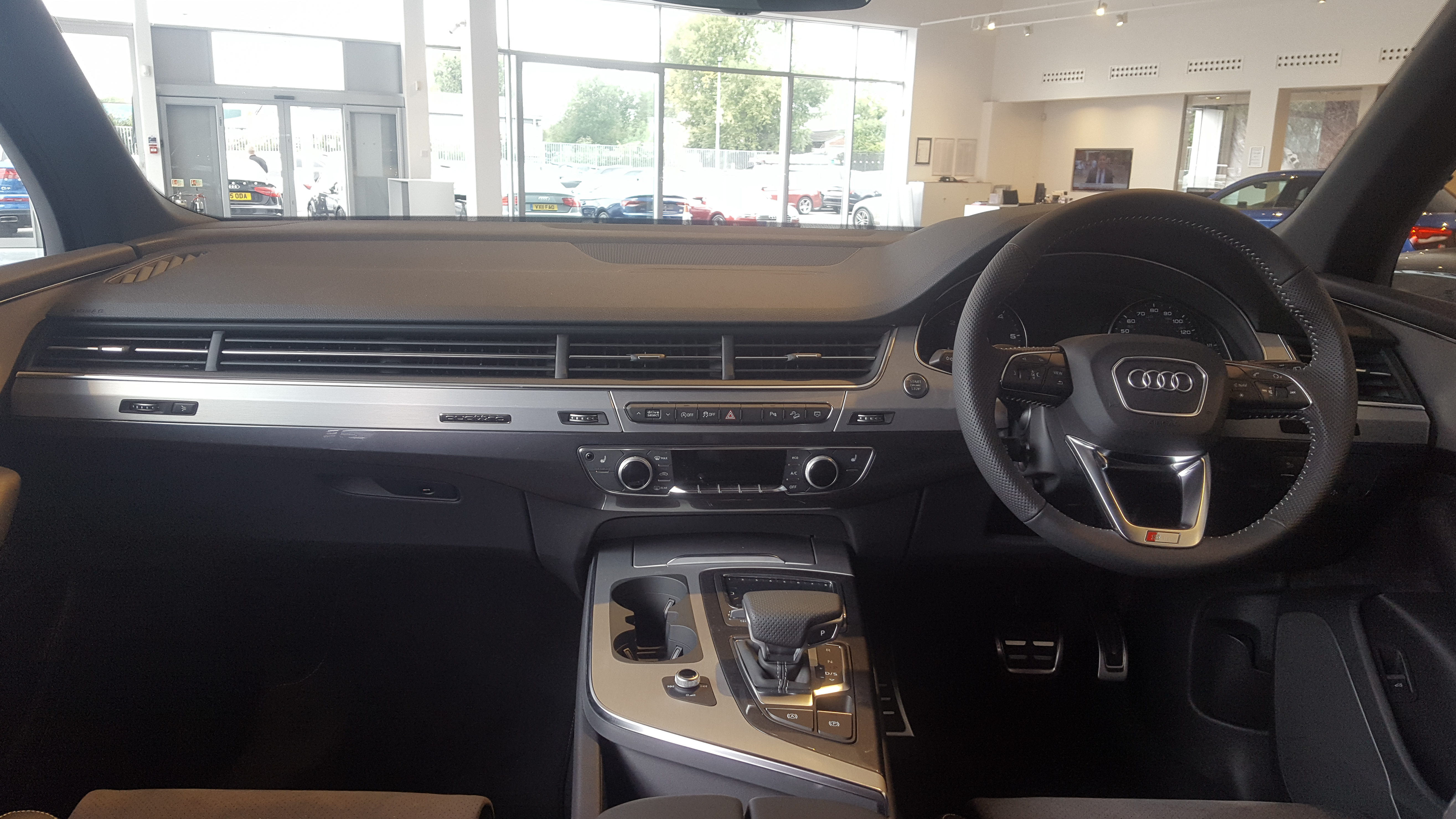

De tweede generatie Audi Q7 kwam in 2015 op de markt en beleefde zijn publieksdebuut op de NAIAS in Detroit.
De Q7 werd langer, maar minder breed, waardoor het voor het oog een minder lompe auto is dan voorheen. Verder slankte de Q7 dankzij het nieuwe platform honderden kilo's af, wat ook het verbruik ten goede komt. De tweede generatie Q7 verbruikt tot 28% minder dan zijn voorganger. In het uiterlijk werd de nieuwe Audi Q-grille ingevoerd, die al eerder op de Q3 te zien was, die direct verbonden is met de nieuwe Matrix LED-koplampen. Het motorenaanbod is een stuk kleiner dan bij de vorige generatie. Standaard beschikt de Q7 over 18 inch wielen, deze kunnen worden vergroot tot 22 inch. In het nieuwe interieur valt de Audi Virtual Cockpit uit de  Audi TT op. Er zijn normale stoelen, comfortstoelen en sportstoelen, die bekleed kunnen met stof initial, leder valcona, leder cricket en een alcantara/leder combinatie. Optioneel is het een zevenzitter.
Bij de introductie werden de 3.0 TFSI met 333 pk en 3.0 TDI met 272 pk leverbaar. De benzinemotor ging echter na twee jaar al uit productie, vanaf dat moment was de Q7 alleen met dieselmotoren te krijgen. De 3.0 TDI ultra met 218 pk en Q7 E-Tron plug-inhybride vormen de andere twee motoropties. Dit maakt de Q7 naast de A3 de enige Audi die als hybride te krijgen is. Hierbij wordt de 3.0 TDI, in dit geval met 258 pk, aan een lithium-ion batterij gekoppeld. Het gezamenlijke vermogen is 373 pk en 700 Nm en er is een theoretisch verbruik van 1,7 L/100 km opgegeven. De CO2-uitstoot bedraagt slechts 46 gram/km, wat hem in Nederland een A-label geeft. Een achttraps tiptronic automaat en quattro vierwielaandrijving zijn altijd aanwezig. Optioneel heeft de Q7 adaptieve luchtvering, keramische remmen en vierwielbesturing. Het is de eerste Audi die met laatstgenoemde leverbaar is. Er zijn ook veel veiligheidssystemen, waaronder side assist, active lane assist, night vision assist. Nieuw voor productieauto's zijn Turning Assistent en Exit Warning System. Een Bang & Olufsen audiosysteem met 23 speakers en een gezamenlijk vermogen van 1920 watt is nu leverbaar, naast een Bose exemplaar met 19 speakers, 558 watt. Beide systemen hebben een 3D Surround Sound.

### SQ7
In maart 2016 werd de eerste SQ7 gepresenteerd. Deze beschikt over een 4.0 TDI met 435 pk en 900 Nm. Het dieselblok heeft twee turbocompressors én een elektrische compressor, wat een primeur is voor productieauto's. Hij gaat in 4,8 seconden van 0–100 km/u.

### Gegevens
Benzine:
| Aanduiding | Type     | Motor | Vermogen | Koppel | Overbrenging      | Gewicht | 0–100 km/u | Topsnelheid | Jaartal     |
| ---------- | -------- | ----- | -------- | ------ | ----------------- | ------- | ---------- | ----------- | ----------- |
| TFSI       | 3.0 TFSI | V6    | 333 pk   | 440 Nm | 8-traps Tiptronic | 1945 kg | 6,1 s      | 250 km/u    | 2015 - 2017 |

Diesel:
| Aanduiding | Type    | Motor | Vermogen | Koppel | Overbrenging      | Gewicht | 0–100 km/u | Topsnelheid | Jaartal     |
| ---------- | ------- | ----- | -------- | ------ | ----------------- | ------- | ---------- | ----------- | ----------- |
| TDI        | 3.0 TDI | V6    | 218 pk   | 500 Nm | 8-traps Tiptronic | 1970 kg | 7,1 s      | 216 km/u    | 2015 - 2018 |
| 45 TDI     | 3.0 TDI | V6    | 231 pk   | 500 Nm | 8-traps Tiptronic | 1990 kg | 7,1 s      | 229 km/u    | 2018 - 2019 |
| TDI        | 3.0 TDI | V6    | 272 pk   | 600 Nm | 8-traps Tiptronic | 1970 kg | 6,3 s      | 234 km/u    | 2015 - 2018 |
| 50 TDI     | 3.0 TDI | V6    | 286 pk   | 620 Nm | 8-traps Tiptronic | 1990 kg | 6,3 s      | 241 km/u    | 2018 - 2019 |
| SQ7        | 4.0 TDI | V8    | 435 pk   | 900 Nm | 8-traps Tiptronic | 2245 kg | 4,8 s      | 250 km/u    | 2016 - 2018 |

PHEV:
| Aanduiding | Type           | Motor | Vermogen gecombineerd | Koppel gecombineerd | Overbrenging      | Gewicht | 0–100 km/u | Topsnelheid | Jaartal     |
| ---------- | -------------- | ----- | --------------------- | ------------------- | ----------------- | ------- | ---------- | ----------- | ----------- |
| e-tron     | 3.0 TDI e-tron | V6    | 373 pk                | 700 Nm              | 8-traps Tiptronic | 2345 kg | 6,2 s      | 230 km/u    | 2015 - 2018 |

### Facelift

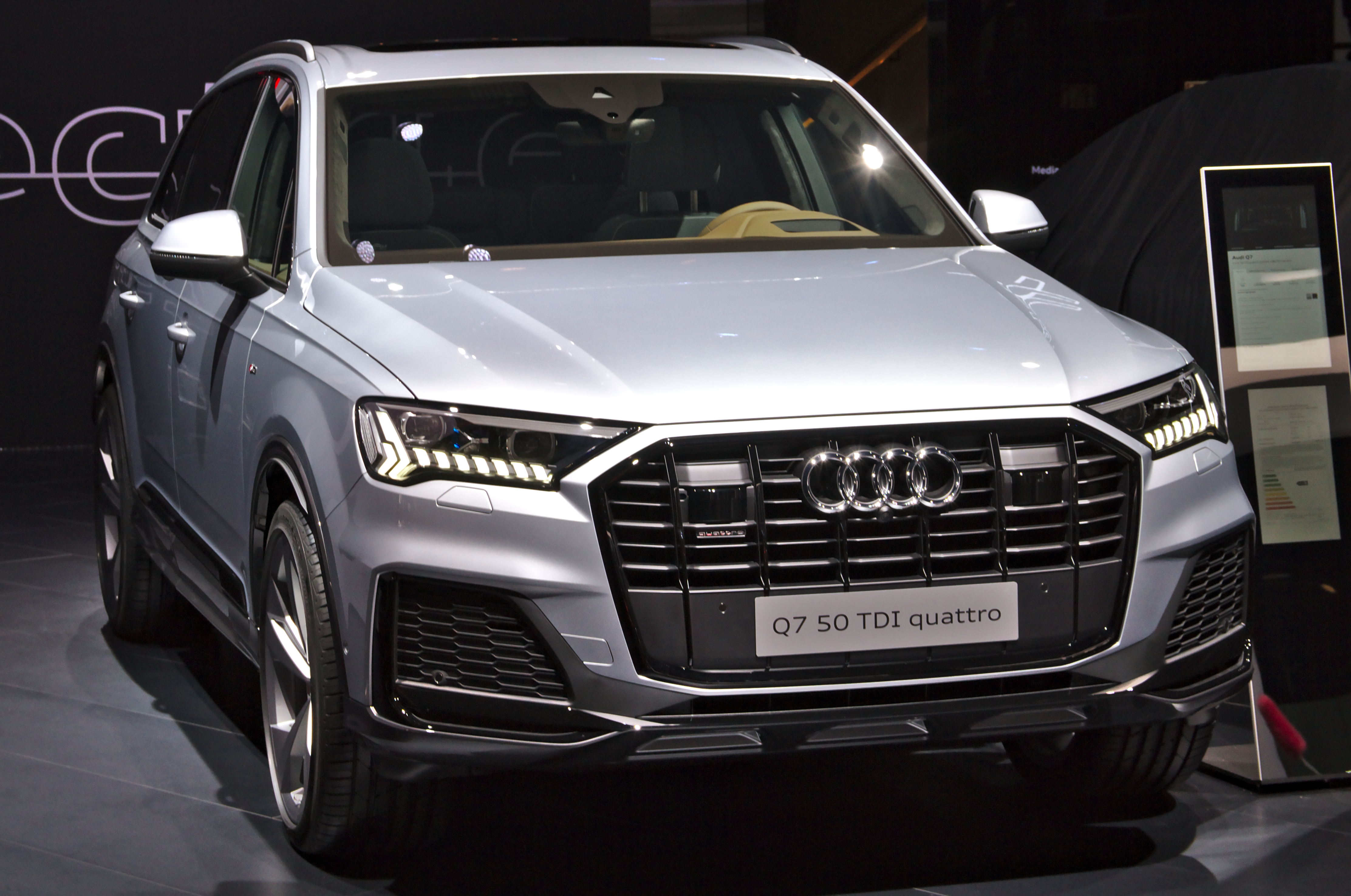

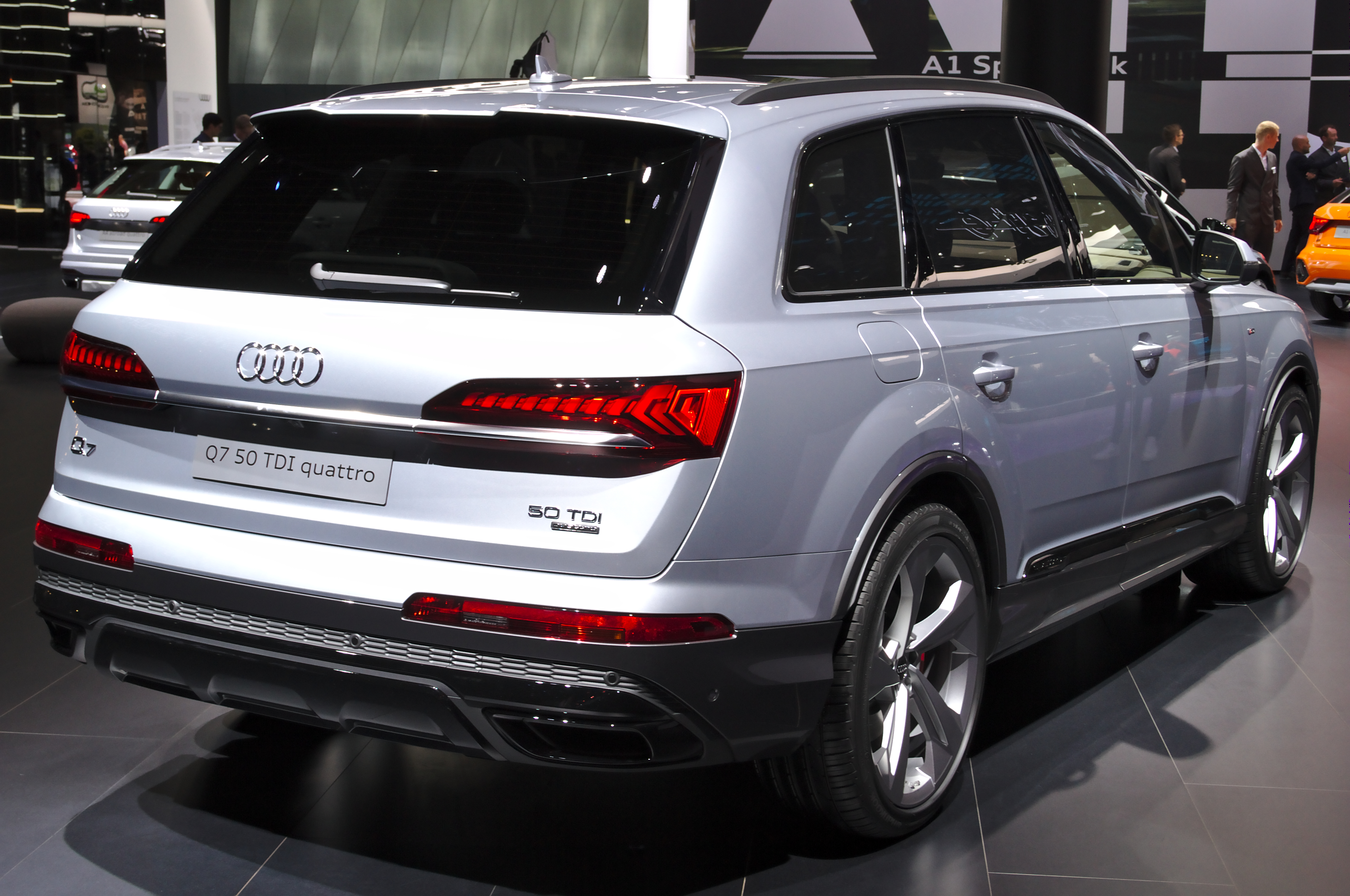

In september 2019 kreeg de Q7 een facelift. Het uiterlijk van de Q7 heeft nu hetzelfde design als de overige Q-modellen gekregen. Motorisch heeft hij ook een upgrade gehad, alle motoren zijn gekoppeld aan een achttraps tiptronic-automaat en voorzien van Mild-Hybrid techniek. Dit is een 48-voltsysteem met een elektromotor die fungeert als startmotor en dynamo. Hiermee kan de Q7 tot 22 km elektrisch rijden en tijdens het afremmen wordt er energie teruggewonnen die in een lithium-ionbatterij wordt opgeslagen.
Verder is de Q7 nu leverbaar met onder andere HD Matrix led-koplampen en aangepaste vierwielbesturing die de wendbaarheid en rijdynamiek ten goede moet komen. Tevens zorgt de vierwielbesturing ervoor dat de draaicirkel één meter kleiner wordt.
Ook zijn er 2 plug-in hybrides, genaamd de 55 TFSI e en de 60 TFSI e. Beide uitvoeringen beschikken over een 3.0 V6 TFSI van 340 pk die gekoppeld is met een elektromotor. Wanneer hij volledig elektrisch rijdt bedraagt de topsnelheid 135 km/u.

### Gegevens
Benzine:
| Aanduiding | Type     | Motor | Vermogen | Koppel | Overbrenging      | Gewicht | 0–100 km/u | Topsnelheid | Jaartal      |
| ---------- | -------- | ----- | -------- | ------ | ----------------- | ------- | ---------- | ----------- | ------------ |
| 55 TFSI    | 3.0 TFSI | V6    | 340 pk   | 500 Nm | 8-traps Tiptronic | 2030 kg | 5,9 s      | 250 km/u    | 2019 - 2022  |
| SQ7        | 4.0 TFSI | V8    | 507 pk   | 770 Nm | 8-traps Tiptronic | 2175 kg | 4,1 s      | 250 km/u    | 2020 - heden |

PHEV:
| Aanduiding | Type     | Motor | Gecombineerd vermogen | Gecombineerd koppel | Overbrenging      | Gewicht | 0–100 km/u | Topsnelheid | Jaartal      |
| ---------- | -------- | ----- | --------------------- | ------------------- | ----------------- | ------- | ---------- | ----------- | ------------ |
| 55 TFSI e  | 3.0 TFSI | V6    | 381 pk                | 600 Nm              | 8-traps Tiptronic | 2525 kg | 5,8 s      | 240 km/u    | 2020 - heden |
| 60 TFSI e  | 3.0 TFSI | V6    | 456 pk                | 700 Nm              | 8-traps Tiptronic | 2535 kg | 5,4 s      | 240 km/u    | 2020 - heden |

Diesel:
| Aanduiding | Type    | Motor | Vermogen | Koppel | Overbrenging      | Gewicht | 0–100 km/u | Topsnelheid | Jaartal     |
| ---------- | ------- | ----- | -------- | ------ | ----------------- | ------- | ---------- | ----------- | ----------- |
| 45 TDI     | 3.0 TDI | V6    | 231 pk   | 500 Nm | 8-traps Tiptronic | 2065 kg | 7,1 s      | 229 km/u    | 2019 - 2022 |
| 50 TDI     | 3.0 TDI | V6    | 286 pk   | 600 Nm | 8-traps Tiptronic | 2065 kg | 6,3 s      | 241 km/u    | 2019 - 2022 |
| SQ7        | 4.0 TDI | V8    | 435 pk   | 900 Nm | 8-traps Tiptronic | 2295 kg | 4,8 s      | 250 km/u    | 2019 - 2020 |